# Мосиашвилеби
Мосиашвилеби (груз. მოსიაშვილები) — село в Кедском муниципалитете Грузии.

## География
Село находится на левом берегу реки Аджарисцкали, на расстоянии в 20 километрах от посёлка городского типа Кеда, административного центра муниципалитета. Абсолютная высота — 750 метров над уровнем моря.

## Население
По данным переписи населения 2014 года, в селе проживает 169 человек.
| Год  | Население | Мужчины | Женщины |
| ---- | --------- | ------- | ------- |
| 2002 | 236       | 107     | 129     |
| 2014 | ↘169      | 84      | 85      |